# Maclura pomifera
Maclura pomifera е ниско до средно високо дърво от род Maclura. Видът е естествено разпространен в Тексас и Арканзас. Пренесена е за първи път в България в началото на 20 век като декоративно растение. Развива добре в цялата страна и понася добре зимните условия в България, но едногодишните фиданки често измръзват при по-силни студове.
Листата са прости и лъскави. Младите растения и клоните на възрастните имат дълги тръни. Плодовете на дървото са коеволюирали в симбиоза с гигантските ленивци, които са се хранили с плодовете и са разпространявали семената му. След изчезването на гигантските ленивци в края на ледниковата епоха, видът вероятно е загубил част от ареала си, но е доказано, че и други видове, като катериците могат да разпространяват семената и да обезпечат възобновяване на популациите. Не е научно доказано, че съществува животински вид, който да консумира месестата част от плодовете, но голямото количество семена в тях са привлекателни за различни гризачи и птици. През 30-те и 40-те години на 20 век милиони фиданки от този вид са използвани за изграждане на огромна система от полезащитни пояси в прериите. Видът е използван широко в САЩ и за изграждане на огради на големи поземлени имоти. 

## Галерия
- Ботаническа илюстрация
- Район, в който Maclura pomifera е естествено разпространен (щата Тексас)
- Плодове от Maclura tricuspidata, прибирането им обикновено се извършва след опадането на листата.